# Nisída Megálos Rematiáris
Nisída Megálos Rematiáris är en ö i Grekland.   Den ligger i prefekturen Kykladerna och regionen Sydegeiska öarna, i den sydöstra delen av landet, 150 km öster om huvudstaden Aten.